# Banica (danie)

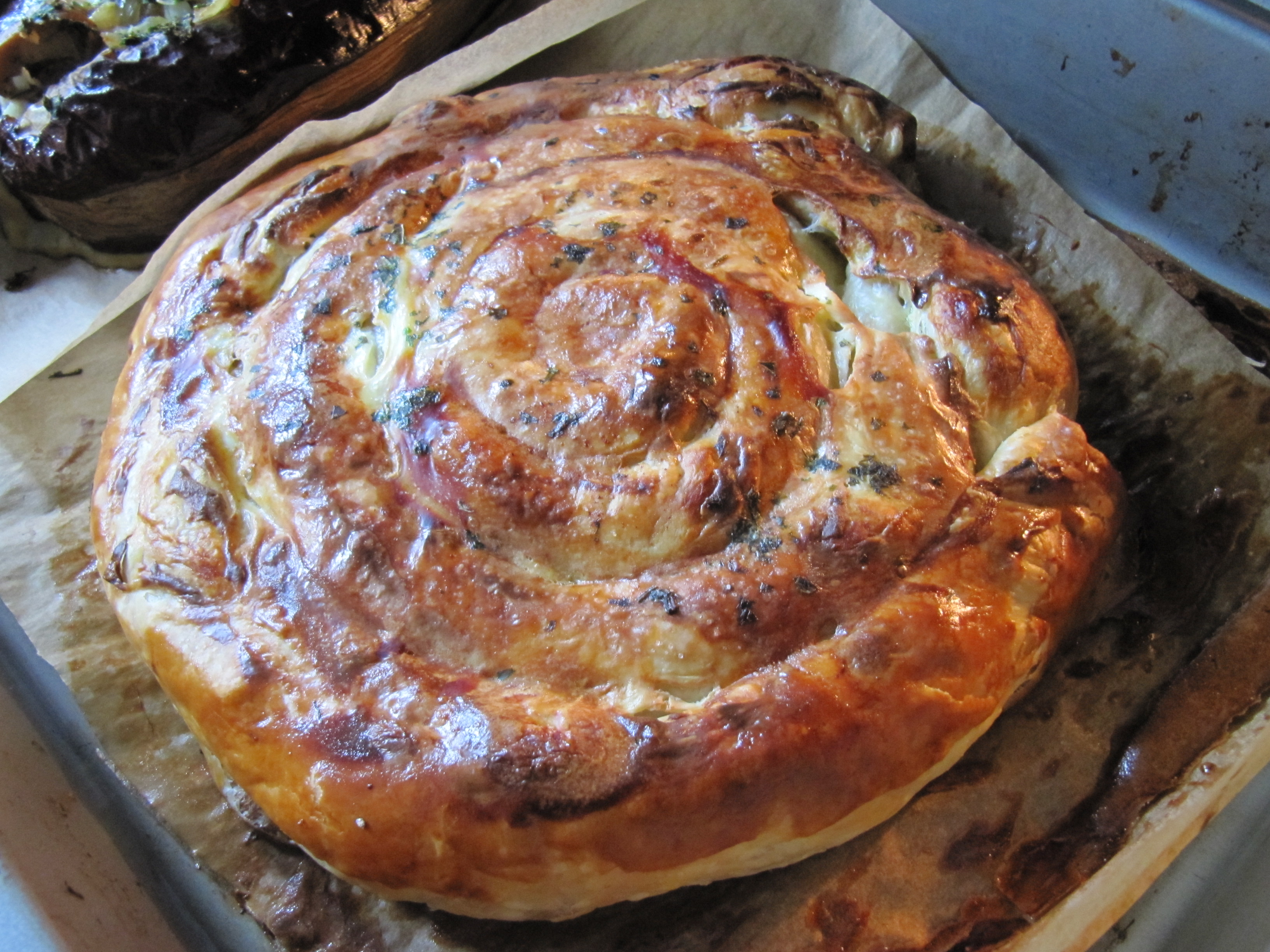
Śniadaniowa banica z serem

Banica (bułg. бáница) – tradycyjny wypiek bułgarski w postaci zwijanego, przekładanego miękkim białym serem i zapiekanego placka.
Zazwyczaj banicę nadziewa się białym słonym serem sirene, choć spotyka się także wersje z warzywami (np. ze szpinakiem, dynią, kukurydzą, słodką papryką) lub wersje deserowe (np. z jabłkiem − tzw. abłanik), przyrządzane całkiem na słodko (np. z chałwą, karmelem, marmoladą, konfiturą). Ciastem stosowanym do banicy jest najczęściej niedrożdżowe filo; niekiedy może być zastępowane tzw. francuskim. Zwykle przyrządza się ją w piecu i na ogół podaje się na ciepło. W połączeniu z bozą jest częstym składnikiem pierwszego bułgarskiego śniadania.
Na Bałkanach rozpowszechniona jest w licznych odmianach i często lepiej znana (Serbia i Bośnia) pod nazwą burek (od tur. börek) – w kuchni greckiej jako buréki (μπουρέκι), w albańskiej – byrek. W często spotykanej pożywniejszej postaci nadziewana jest mięsem mielonym podsmażonym z rozdrobnioną papryką i cebulą. 